# Kalter Gang (Fluss)

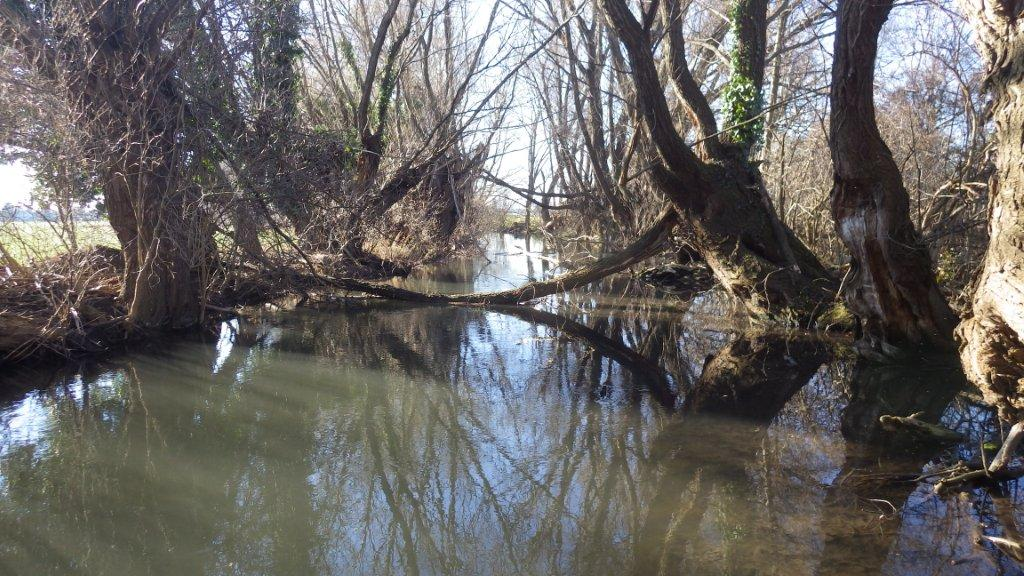
Kalter Gang vor Zwölfaxing, Blickrichtung Süden entgegen der Fließrichtung vor der Sanierung 2019

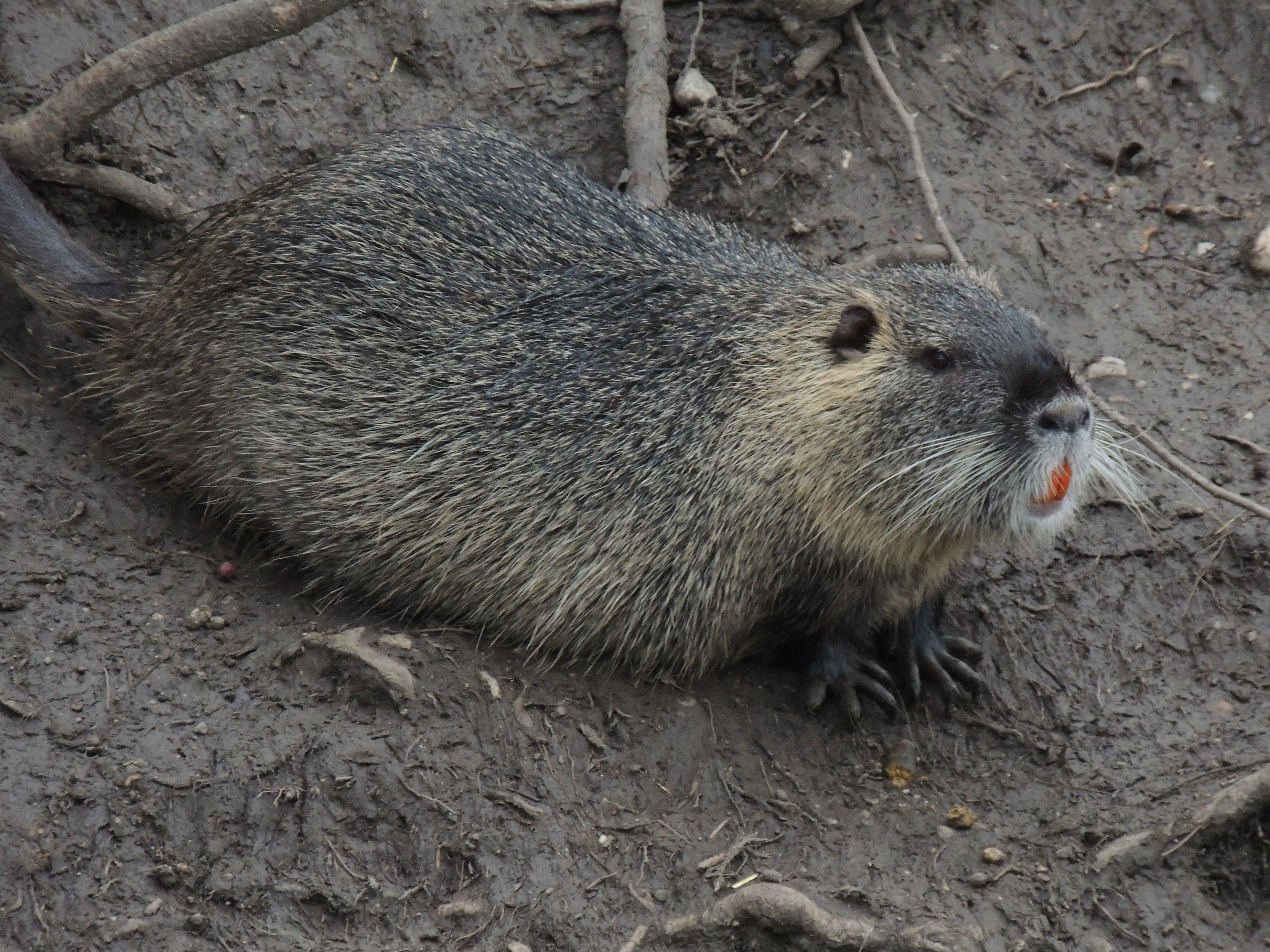
Freilebende Nutria am Kalten Gang im Gemeindegebiet von Himberg im Jänner 2021

Der Kalte Gang ist ein Grundwasserfluss im südlich von Wien gelegenen Industrieviertel in Niederösterreich.

## Name
Der Fluss wird im Jahr 1120 als Chaltingange erstmals urkundlich erwähnt. Gang oder Ahagang bezeichnete im Althochdeutschen einen Flussarm oder Wasserlauf.

## Verlauf
Er nährt sich aus vielen Grundwasserquellen im Gebiet der Mitterndorfer Senke, die im Gemeindegebiet von Ebreichsdorf unmittelbar neben der Piesting liegen. Aus diesem Grund wird der Mittel- und Oberlauf der Piesting seit Jahrhunderten bis heute fälschlicherweise auch als Kalter Gang bezeichnet. Messergebnisse zeigen jedoch, dass der Kalte Gang ein eigenständiges Gewässer ist, das durch gleichmäßigere Wassertemperaturen (daher wohl auch der Name) und einen höheren Magnesiumsulfat-Gehalt als die Piesting gekennzeichnet ist.
Der Kalte Gang durchfließt Velm (hier wurde 1919 die weltweit erste Kaplanturbine in Betrieb genommen), Himberg, Pellendorf und Zwölfaxing und mündet schließlich in Schwechat in den Fluss Schwechat.
Ein etwa 1 km langer Abschnitt bei Pellendorf wurde Anfang 2019 saniert um die häufiger werdenden Wasseraustritte in die angrenzenden Felder zu unterbinden. Im Zuge dieser Sanierung wurde beidseitig der gesamte Uferbewuchs und sämtliche Verklausungen entfernt sowie das Bachbett etwas vertieft. Trotzdem siedeln auch in diesem Bereich weiterhin Biber, Bisamratten, Nutria und Enten.